# جامعة البحر الأسود التقنية
جامعة قرة دِنيز التقنية أو جامعة البحر الأسود التقنية (بالتركية: Karadeniz Teknik Üniversitesi)‏ هي جامعة بحثية عامة في تركيا تأسست سنة 1955 في مدينة طرابزون عاصمة اقليم البحر الأسود، تعتبر الجامعة رابع أقدم جامعة في تركيا، وهي أول جامعة أنشئت في تركيا خارج مدينتي أنقرة واسطنبول. وتعتبر جامعة قرة دِنيز التقنية جامعة حكومية يتم تخصيص الدعم لها من خزينة الدولة التركية.

## التاريخ
كانت الجامعة عبارة عند مدرسة ابتدائية كان اسمها مدرسة أتاتورك الابتدائية، ولكن بعد عام 1966 تم بناء الحرم الجامعي والذي تم تطويره تباعاً إلى أن وصل إلى الحرم الجامعي الحالي، وبذلك تعتبر هذه الجامعة أخد أضخم الجامعات في تركيا. بعد حوالي 8 سنوات من تأسيسها، تم إنشاء كلية العلوم الأساسية وكلية الهندسة المدنية والهندسة المعمارية وكلية الهندسة الميكانيكية والكهربائية وكلية الغابات من خلال تكليف موظفين لمكتب رئيس الجامعة وكلياتها بموجب القانون رقم. ويحتوي الحرم الجامعي لجامعة قرة دِنيز على 17 كلية وأكثر من 60 قسم والعديد من المختبرات والمراكز الأبحاث. ويبلغ عدد الهيئة التدريسية في الجامعة 2300 أستاذ وحاولي أكثر من 56 ألف طالب تركي وأجنبي.

## الكليات
- كلية طب الأسنان
- كلية الصيدلة
- كلية الطب
- كلية العلوم البحرية
- كلية الآداب
- كلية الفاتح التعليمية للتربية
- كلية العلوم
- كلية العلوم الشرعية
- كلية الفنون الجميلة
- كلية الحقوق
- كلية الصحافة والإعلام
- كلية الهندسة
- كلية التكنولوجيا
- كلية العمارة
- كلية الغابات
- كلية العلوم الإدارية
- كلية العلوم الطبية

## أهم الخريجين
- شينول غونيش لاعب ومدرب كرة قدم.
- سيلكوك آيدين ملاكم.
- صفا توبساكال مغنيّة تركية.
- فاتح كيليش ملاكم تركي.